# Orthocis auriculariae
Orthocis auriculariae is een keversoort uit de familie houtzwamkevers (Ciidae). De wetenschappelijke naam van de soort werd in 1991 gepubliceerd door John F. Lawrence.